# Campeonato Africano de Judo de 2020
El XXIX Campeonato Africano de Judo se celebró en Antananarivo (Madagascar) entre el 17 y el 19 de diciembre de 2020 bajo la organización de la Unión Africana de Judo.
En total se disputaron catorce pruebas diferentes, siete masculinas y siete femeninas.

## Resultados

### Masculino
| Evento  | Oro                          | Plata                              | Bronce                                                              |
| ------- | ---------------------------- | ---------------------------------- | ------------------------------------------------------------------- |
| –60 kg  | Fraj Dhuibi Túnez            | Isam Basu Marruecos                | Alexandre de Barros e Silva Cabo Verde Bernadin Tsala Tsala Camerún |
| –66 kg  | Mohamed Abdelmawgud · Egipto | Ahmed Abdulrahman · Egipto         | Imad Basu Marruecos Steven Mungandu Zambia                          |
| –73 kg  | Mohamed Mohyeldin · Egipto   | Ahmed El-Meziati Marruecos         | Aden-Alexandre Houssein Yibuti Fethi Nurin Argelia                  |
| –81 kg  | Abdelrahman Mohamed · Egipto | Mohamed Abdelaal · Egipto          | Fetra Ratsimiziva Madagascar Achraf Muti Marruecos                  |
| –90 kg  | Hatem Abdelajer · Egipto     | Abderahman Benamadi Argelia        | Remi Feuillet · Mauricio · Ali Hazem · Egipto                       |
| –100 kg | Ramadan Darwish · Egipto     | Koffi Kreme Kobena Costa de Marfil | Luc Manogho Gabón Lwazi Mapitiza Sudáfrica                          |
| +100 kg | Mbagnick Ndiaye Senegal      | Mohamed Sofian Belrekaa Argelia    | Ali Omar · Libia · Ahmed Wahid · Egipto                             |

### Femenino
| Evento | Oro                           | Plata                                    | Bronce                                                        |
| ------ | ----------------------------- | ---------------------------------------- | ------------------------------------------------------------- |
| –48 kg | Geronay Whitebooi Sudáfrica   | Aziza Chakir Marruecos                   | Signoline Kanyamuneza Burundi Priscilla Morand Mauricio       |
| –52 kg | Taciana Cesar Guinea-Bisáu    | Sumiya Iraui Marruecos                   | Salimata Fofana Costa de Marfil Charne Griesel Sudáfrica      |
| –57 kg | Diassonema Mucungui Angola    | Zouleiha Abzetta Dabonne Costa de Marfil | Narindra Rakotovao Madagascar Gofran Jelifi Túnez             |
| –63 kg | Amina Belkadi Argelia         | Sofia Belatar Marruecos                  | Enku Ekuta Nigeria Hélène Wezeu Dombeu Camerún                |
| –70 kg | Asma Niang Marruecos          | Ayuk Otay Arrey Camerún                  | Anastasiya-Alexandra Nenova Sudáfrica Carine Ngarlemdana Chad |
| –78 kg | Marie Branser R. D. del Congo | Sarah Myriam Mazouz Gabón                | Kauzar Ualal Argelia                                          |
| +78 kg | Hortence Atangana Camerún     | Sonia Aselah Argelia                     | Haingoniaina Ramiandrisoa Madagascar Monica Sagna Senegal     |

## Medallero
| Núm. | País            | Oro | Plata | Bronce | Total |
| ---- | --------------- | --- | ----- | ------ | ----- |
| 1    | Egipto          | 5   | 2     | 2      | 9     |
| 2    | Marruecos       | 1   | 5     | 2      | 8     |
| 3    | Argelia         | 1   | 3     | 2      | 6     |
| 4    | Camerún         | 1   | 1     | 2      | 4     |
| 5    | Sudáfrica       | 1   | 0     | 3      | 4     |
| 6    | Senegal         | 1   | 0     | 1      | 2     |
| 6    | Túnez           | 1   | 0     | 1      | 2     |
| 8    | Angola          | 1   | 0     | 0      | 1     |
| 8    | Guinea-Bisáu    | 1   | 0     | 0      | 1     |
| 8    | R. D. del Congo | 1   | 0     | 0      | 1     |
| 11   | Costa de Marfil | 0   | 2     | 1      | 3     |
| 12   | Gabón           | 0   | 1     | 1      | 2     |
| 13   | Madagascar      | 0   | 0     | 3      | 3     |
| 14   | Mauricio        | 0   | 0     | 2      | 2     |
| 15   | Burundi         | 0   | 0     | 1      | 1     |
| 15   | Cabo Verde      | 0   | 0     | 1      | 1     |
| 15   | Chad            | 0   | 0     | 1      | 1     |
| 15   | Libia           | 0   | 0     | 1      | 1     |
| 15   | Nigeria         | 0   | 0     | 1      | 1     |
| 15   | Yibuti          | 0   | 0     | 1      | 1     |
| 15   | Zambia          | 0   | 0     | 1      | 1     |
|      | TOTAL           | 14  | 14    | 27     | 55    |